# 林英 (生态学家)
林英（1914年11月15日—2003年7月12日），男，海南琼山人，中国生态学家，教育家。海南大学首任校长。

## 生平
1914年11月15日生于广东省琼山县东头乡蓝美村。1930年代就读于北平中国大学生物系。七七事变后南下，转学至广东省立文理学院博物地理系。1941年毕业后考入福建省研究院动植物研究所，攻读研究生。1943年毕业后被提升为助理研究员。1944年任国立中正大学农学院讲师，1947年任国立中正大学理学院生物系讲师。1949年后，任南昌大学生物系讲师。
1956年3月加入中国共产党。1957年8月赴苏联莫斯科国立大学进修，后在苏联科学院森林研究所从事科研工作，跟随苏联生态学家苏卡乔夫院士深造。1959年回国后，成立并领导了江西地植物学研究室。历任江西师范学院生物系副主任，江西中医学院药学系主任，江西大学生物系主任、教授，江西大学副校长（1979年－1983年）。1979年12月参与成立中国生态学会，曾任学会副理事长。
1983年调至海南，参与创建海南大学，任首任校长。1988年8月任海南省人民代表会议常务委员会副主任。1985年2月，任民盟海南行政区委员会副主任委员。1988年10月至1992年12月，担任民盟第六届中央委员会常务委员，海南省第一届委员会副主任委员、代理主任委员。1992年8月后，成为民盟海南省委名誉主任委员。
2003年7月12日在海南海口逝世，享壽89岁。

## 学术贡献
林英长期从事森林生态学和植物生态学的教学和科研工作，经常赴野外实地考察。1955年，在南昌西山进行科学考察，在海拔1015米的山顶上发现了泥炭藓等沼生植物，写成论文《南昌西山泥炭治泽的初步研究》。这一发现为李四光院士研究地质年代第四纪冰川提供了珍贵资料。1977年，在江西三清山发现了世界稀有的华东黄杉群落，使这座仙峰的身价又抬高了百倍。2008年成功入选世界自然遗产。
主编和参编的学术著作有《中国植被》《中国森林》《江西森林》《江西植物志》《井冈山科学考察集》等。1991年被评为有突出贡献专家，享受国务院政府特殊津贴。